# Nicolai Høgh
Nicolai Høgh (født 9. november 1983) er en dansk tidligere fodboldspiller, der bl.a. spillede i Esbjerg fB, norske Vålerenga og AB. Nicolai Høgh var igennem mange år, anfører for EfBs førstehold i superligaen. Han var bl.a med til at vinde pokalturneringen med EfB i 2013, som anfører.

## Klubkarriere
I juni 2013 skrev Høgh under på toethalvtårig kontrakt med Tippeligaen-klubben Vålerenga Fotball.
Den 1. februar 2015 skiftede Høgh til Akademisk Boldklub som 31-årig. I sommeren 2015 blev det offentliggjort, at hans kontrakt med AB ikke blive forlænget. Han opnåede 68 kampe for AB.
Han skiftede efterfølgende i sommeren 2017 til Greve IF.

## Landsholdskarriere
Han har spillet flere kampe på de danske U/20- og U/21-landshold.